# Holy Cow Casino and Brewery
Holy Cow Casino and Brewery – w przeszłości kasyno i mikrobrowar, działające przy bulwarze Las Vegas Boulevard w Las Vegas, w amerykańskim stanie Nevada. Stanowiło własność korporacji Big Dog's Hospitality Group.
Holy Cow, o pojemności 2.200 baryłek rocznie, był pierwszym mikrobrowarem, który powstał na terenie Las Vegas.
Obiekt pod obecną nazwą funkcjonował od 1992 roku. Wcześniej, w latach 1976-1988, znany był jako Foxy's Firehouse. 
Holy Cow zakończył działalność 22 marca 2002 roku.

## Oferowane piwa
- Cream Ale[3]
- Amber Gambler Pale Ale[3]
- Rebel Red Red Ale[3]
- Vegas Gold Hefe Weiss[3]
- IPA[3]
- Sweet Stout[3][4]
- English Brown Ale[3]
- Hefeweizen[4]